# Robert Curry
Robert Samuel „Bob” Curry (ur. 14 sierpnia 1882 w Nowym Jorku, zm. 12 listopada 1944 tamże) – amerykański zapaśnik, złoty medalista igrzysk olimpijskich w Saint Louis w 1904 w zapasach w stylu wolnym w wadze papierowej.
W turnieju olimpijskim brało udział jedynie czterech zawodników, wszyscy reprezentowali Stany Zjednoczone. Curry w półfinale tych zawodów pokonał Gustava Thiefenthalera, natomiast w finale Johna Heina.
Reprezentował St. George's Athletic Club.
Mistrz Amateur Athletic Union w 1903 i 1904 roku.